# Gustavo Vargas (meksykański piłkarz)
Gustavo Vargas López (ur. 24 stycznia 1955 w La Piedad) – meksykański piłkarz występujący na pozycji obrońcy, trener.

## Kariera klubowa
Vargas rozpoczynał swoją karierę w klubie Pumas UNAM ze stołecznego miasta Meksyk. W pierwszej drużynie zadebiutował dopiero w wieku dwudziestu trzech lat, za kadencji trenera Bory Milutinovicia. Miało to miejsce 8 września 1978 w wygranym 4:1 spotkaniu z Atlético Potosino, zaś pierwszego gola strzelił już 12 października w również wygranej 4:1 konfrontacji z Atlético Español. Z miejsca wywalczył sobie niepodważalne miejsce w składzie i już w premierowym sezonie 1978/1979 zdobył z Pumas wicemistrzostwo Meksyku. Był jednym z podstawowych graczy jednej z najbardziej utytułowanych drużyn w historii klubu – na arenie międzynarodowej w 1980 i 1982 wygrywał Puchar Mistrzów CONCACAF, a sukcesy te przedzielił w 1981 triumfem w Copa Interamericana, strzelając w końcówce finału decydującą bramkę z urugwajskim Nacionalem (2:1). W sezonie 1980/1981 wywalczył również z drużyną Milutinovicia swój jedyny tytuł mistrza Meksyku. Ogółem barwy Pumas reprezentował z powodzeniem przez pięć lat.
Latem 1983 Vargas został zawodnikiem innej stołecznej drużyny – Cruz Azul. Tam przez dwa sezony pełnił rolę podstawowego defensora, lecz już do końca gry w piłkę nie potrafił nawiązać do osiągnięć odnoszonych w Pumas. W późniejszym czasie przeniósł się do trzeciego klubu ze stolicy – Atlante FC, gdzie spędził trzy lata jako kluczowy zawodnik pierwszej jedenastki. Przez rok reprezentował również barwy ekipy Tigres UANL z miasta Monterrey, gdzie w wieku 34 lat zdecydował się zakończyć profesjonalną karierę.

## Kariera reprezentacyjna
W reprezentacji Meksyku Vargas zadebiutował za kadencji selekcjonera Raúla Cárdenasa, 23 listopada 1980 w przegranym 1:2 meczu z USA w ramach eliminacji do Mistrzostw Świata w Hiszpanii. W październiku 1981 został powołany Mistrzostwa CONCACAF rozgrywane w Hondurasie – jako kluczowy obrońca rozegrał wówczas wszystkie pięć spotkań w pełnym wymiarze czasowym, zaś Meksykanie zajęli trzecie miejsce, sensacyjnie nie kwalifikując się na mundial. Ogółem swój bilans reprezentacyjny zamknął na ośmiu występach.

## Kariera trenerska
Po zakończeniu kariery piłkarskiej Vargas w latach 1989–1991 trenował Pumas ENEP – rezerwy swojego macierzystego Pumas UNAM. W latach 1992–1993 pracował w sztabie skautów Meksykańskiego Związku Piłki Nożnej, zaś w latach 1994–1995 pełnił funkcję szkoleniowca drugoligowego klubu CD Irapuato. W latach 1995–1996 był asystentem Luisa Fernando Teny – byłego kolegi klubowego z Atlante – w zespole Cruz Azul, po czym ponownie na krótko objął Irapuato. W latach 1997–2001 pracował jako asystent Manuela Lapuente najpierw w reprezentacji Meksyku, a następnie w Atlante FC. Podczas pobytu w kadrze narodowej sprawował również funkcję koordynatora drużyn juniorskich. W lutym 1999 wygrał z rezerwową reprezentacją towarzyski turniej Carlsberg Cup w Hongkongu, a w maju 2000 był selekcjonerem reprezentacji Meksyku U-23 podczas północnoamerykańskich kwalifikacji do Igrzysk Olimpijskich w Sydney. Turniej eliminacyjny zakończył się kompromitacją Meksykanów, którzy (mając w składzie między innymi Rafaela Márqueza, Gerardo Torrado, Juana Pablo Rodrígueza czy Luisa Ernesto Péreza) zajęli dopiero trzecie miejsce i nie awansowali na olimpiadę.
W czerwcu 2002 Vargas objął grający na najwyższym szczebli rozgrywek klub Puebla FC. Już po trzech miesiącach został jednak zwolniony z powodu słabych wyników (jedno zwycięstwo w ośmiu meczach). W kolejnych latach pracował głównie w roli asystenta trenera – kolejno Luisa Fernando Teny w Cruz Azul (2004), Miguela Españi w Pumas UNAM (2005–2006) i Luisa Floresa w drugoligowym CD Veracruz (2009), przez pewien czas był także zatrudniony w Gwatemalskim Związku Piłki Nożnej jako koordynator reprezentacji juniorskich. W latach 2010–2011 piastował stanowisko dyrektora sportowego drugoligowego Altamira FC, a w latach 2012–2014 współpracował z José Luisem Trejo kolejno w San Luis FC i Pumas. Później asystował Enrique Lópezowi Zarzy w drugoligowym Celaya FC.
W styczniu 2017 Vargas został szkoleniowcem drugoligowej ekipy Celaya FC, lecz prowadził ją tylko przez trzy miesiące – słabe rezultaty (trzy wygrane w dwunastu spotkaniach) poskutkowały zwolnieniem go ze stanowiska.